# Tyvepak (film fra 1915)
|  | For filmen af samme navn med Fy og Bi, se Tyvepak (film fra 1921) |
|  | Denne artikel er oprettet af botten PalnaBot ud fra en ekstern database. Den kan derfor have sproglige fejl eller mangler. Denne skabelon kan fjernes efter kontrol af indholdet. |

Tyvepak er en stumfilm fra 1915 instrueret af Lau Lauritzen Sr. efter manuskript af Emanuel Rex.